# Spialia agylla
The Grassveld Sandman (Spialia agylla) là một loài bướm ngày thuộc họ Hesperiidae. Nó được tìm thấy ở Nam Phi.
Sải cánh dài 20–22 mm đối với con đực và 22–24 mm đối với con cái. Con trưởng thành bay từ tháng 8 đến tháng 4 with peaks in midsummer. There are several generations per year.
Ấu trùng ăn Hermannia species và Pavonia burchelli.

## Phụ loài
- Spialia agylla agylla (western Cape to phần phía nam của miền bắc Cape, across phần phía tây của miền đông Cape to the Orange Free State, miền đông Lesotho, miền nam Gauteng, tây nam Mpumalanga và the arid savanna in the North West Province)
- Spialia agylla bamptoni  Vári, 1976 (around the coastal border of miền tây Cape và Namaqualand in miền bắc Cape)